# Анкретјевил Сен Виктор
Анкретјевил Сен Виктор (фр. Ancretiéville-Saint-Victor) насеље је и општина у северној Француској у региону Горња Нормандија, у департману Приморска Сена која припада префектури Руан.
По подацима из 2011. године у општини је живело 371 становника, а густина насељености је износила 32,15 становника/km². Општина се простире на површини од 11,54 km². Налази се на средњој надморској висини од 170 метара (максималној 172 m, а минималној 114 m).

## Демографија
| 1962. | 1968. | 1975. | 1982. | 1990. | 1999. | 2011. |
| ----- | ----- | ----- | ----- | ----- | ----- | ----- |
| 243   | 267   | 219   | 277   | 262   | 272   | 371   |

График промене броја становника у току последњих година